# FK Ústí nad Labem
Le FK Ústí nad Labem est un club tchèque de football basé dans la ville de Ústí nad Labem en Tchéquie, et fondé en 1945.

## Histoire
Le club a été créé en 1945 sous le nom de SK Ústí nad Labem.
Le club accède pour la première fois à la première division tchèque en 2010-2011 mais est directement relégué une saison plus tard, terminant à la dernière place du classement.
Malgré sa victoire dans le championnat de deuxième division en 2011-2012 où le club termine premier, le FK Ústí nad Labem se voit refuser l'accession à l'élite, son stade ne répondant pas aux critères de la ligue, ce qui profite au FC Brno, promu à sa place.

### Historique des noms
- 1945 – SK Ústí nad Labem
- 1947 – SK Slavia Ústí nad Labem
- 1949 – Sokol Armaturka Ústí nad Labem
- 1950 – ZSJ Armaturka Ústí nad Labem
- 1953 – DSO Spartak Ústí nad Labem
- 1962 – TJ Spartak Ústí nad Labem
- 1977 – TJ Spartak Armaturka Ústí nad Labem
- 1983 – TJ Spartak PS Ústí nad Labem
- 1984 – TJ Spartak VHJ PS Ústí nad Labem
- 1991 – FK Armaturka Ústí nad Labem
- 1994 – FK GGS Arma Ústí nad Labem
- 1999 – Fusion avec FK NRC Všebořice
- 2001 – MFK Ústí nad Labem
- 2006 – FK Ústí nad Labem